# 박희영 (정치인)
박희영(朴熙英, 1961년 5월 27일~)은 대한민국의 정치인이자 기초단체장으로 무소속이다. 제7대 용산구의원, 제40대 용산구청장이다.
경상남도 의령군 출신으로 이화여자대학교 정치외교학 학사, 이화여자대학교 정책과학대학원 정치학 석사(공공정책학 전공) 과정을 졸업했다.
미국에서 유학 생활을 하던 남편 심재철을 따라 미국으로 건너갔고 캔자스시티에서 한글학교 교사를 지냈다.
2014년부터 2018년까지 새누리당 소속 제7대 서울 용산구의회 의원을 역임했으며, 2018년 1월부터 2020년 1월까지 자유한국당 중앙당 부대변인을 역임했다.
2022년 6월 1일에 실시된 제8회 전국동시지방선거에서 국민의힘 서울특별시 용산구청장 후보로 출마하여 당선되었다.

## 경력
- 2014. 7.~2018. 4. 제7대 서울특별시 용산구의회 의원
  - 2014. 7.~2016. 6. 제7대 서울특별시 용산구의회 전반기 복지건설위원회 위원장
- 2014. 9.~2015. 9. 새누리당 전국여성의원협의회 부사무총장
- 2015. 7.~2017. 7. 서울시 중부교육청 교육자문위원회 부위원장
- 2016. 7.~2017. 7. 용산소방서의용소방대 여성대장
- 2018. 1.~2020. 1. 자유한국당 부대변인
- 2019. 12.~2021. 4. 국민의힘 권영세 국회의원 용산당협 사무국장
- 2020. 6.~2021. 6. 국민의힘 대외협력위원회 부위원장
- 2021. 3.~2021. 4. 서울부동산대책본부(오세훈 캠프) 부본부장
- 2021. 4.~2022. 6. 국민의힘 용산당협 부동산정책특위 위원장
- 2021. 4.~2022. 6. 국민의힘 권영세 국회의원 정책특보
- 2021. 8.~2022. 6. 용산공원특별법 개악저지 특별위원회 위원장
- 2022. 1. 제20대 대통령선거 국민의힘 중앙선거대책본부 SNS지원단 부위원장
- 2022. 1. 제20대 대통령선거 국민의힘 윤석열 후보 중앙선거대책위원회 총괄특보단 기획위원
- 2022. 1. 제20대 대통령선거 국민의힘 용산구선거대책위원회 공동선대위원장
- 2022. 2. 제20대 대통령선거 국민의힘 선거대책본부 직능총괄본부 부동산정책지원단 부본부장
- 2022. 6. 제8회 전국동시지방선거 서울특별시 용산구 구청장 당선
- 2022. 7.~: 제40대 민선 8기 서울특별시 용산구청장(초선)

## 이태원 압사 사고 관련 논란
박희영 용산구청장은 2022년 10월 29일에 이태원에서 열린 핼로윈 축제 도중에 사망자 158명, 부상자 196명을 낸 압사 사고가 발생한 사건에 대해서 "이건 행사가 아닙니다.", "주최 측이 누구인가요?", "시작 시간이 있고 폐회 시간이 있나요?", "저희는 안전대비훈련 11개 부서 메뉴얼대로 했습니다."라고 말했다. 또한 압사 사고 대응 부족에 따른 비판 여론이 확산되자 자신의 인스타그램 계정을 비공개로 전환했고, 블로그와 유튜브 채널 또한 게시물을 전부 삭제했다.
2022년 11월 25일에는 국민의힘 중앙윤리위원회가 이태원 압사 사고와 관련된 부적절한 발언을 하여 품위 유지 의무를 위반한 책임을 물어 박희영 구청장에 대한 징계 절차에 들어갔다. 2022년 12월 26일에는 서울서부지방법원이 용산구청 소속 공무원인 박희영 구청장, 최원준 재난안전과장, 유승재 부구청장, 문인환 안전건설교통국장 4명에게 업무상 과실치사상 혐의를 적용하여 구속영장을 발부했다.
2023년 1월 3일에는 경찰청 특별수사본부가 박희영 구청장을 검찰에 송치했다. 2023년 1월 20일에는 검찰이 박희영 구청장, 최원준 재난안전과장을 구속 기소했고, 유승재 부구청장, 문인환 안전건설교통국장을 불구속 기소했다. 특히 검찰은 박희영 구청장에게 허위 공문서 작성 혐의를 추가했다. 이에 따라 박희영 구청장은 2023년 1월 20일을 기해 직무가 정지되었고, 용산구청은 김선수 부구청장의 직무 대행 체제에 들어갔다. 2023년 2월 9일에는 국민의힘에서 자진 탈당했다. 그러다가 2023년 6월 7일에 법원이 보석 신청을 인용하면서 직무에 복귀했는데 이태원 압사 사고 유가족들은 박희영 구청장이 사고의 책임을 지고 사퇴해야 한다고 지적했다.

## 역대 선거 결과
|  | 35.87% |

|  | 38.44% |

|  | 60.67% |